# Säsong 19 av Simpsons
Den nittonde säsongen av Simpsons började sändas på Fox i september 2007. Den nittonde säsongen var den första säsongen som producerades efter The Simpsons: Filmen. I Sverige sändes det första avsnittet den 3 mars 2008 på TV6. Avsnittet "Homer of Seville" blev nominerad till Writers Guild of America Award.
Avsnittet  "Eternal Moonshine of the Simpson Mind"' vann Primetime Emmy Award for Outstanding Animated Program, det var tionde gången som ett Simpsons-avsnitt fick priset. Alf Clausen fick en Emmy Award nomination for Outstanding Music Composition For A Series (original Dramatic Score) för avsnittet "Treehouse of Horror XVIII".

## Lista över avsnitt
| Nr i serien | Nr i säsongen | Titel                                         | Regissör                    | Författare                   | Sändningsdatum (USA) | Sändningsdatum (Sverige) | Produktkod |
| --- | ------------- | --------------------------------------------- | --------------------------- | ---------------------------- | -------------------- | ------------------------ | ---------- |
| 401 | 1             | "He Loves to Fly and He D'ohs"                | Mark Kirkland               | Joel H. Cohen                | 23 september 2007    | 3 mars 2008              | JABF20     |
| Homer räddar livet på Mr. Burns och tillsammans flyger de till Chicago i hans privatplan. Efter resan blir Homer olycklig och inser att han är en förlorare. Marge bestämmer sig för att anställer livscoachen Colby Kraus åt Homer. Till slut lyckas han få Homer att inse att klarar av allt. Gästskådespelare: Lionel Richie och Stephen Colbert. |               |                                               |                             |                              |                      |                          |            |
| 402 | 2             | "Homer of Seville"                            | Michael Polcino             | Carolyn Omine                | 30 september 2007    | 3 mars 2008              | JABF18     |
| Efter en olycka på kyrkogården hamnar Homer på sjukhuset. På sjukhusbädden kommer Doktor Hibbert fram till att Homer får en stark basröst då han ligger på rygg. Mr. Burns anställer Homer till operasångare för operan La Bohème. Homer blir berömd och anställer managern Julia. Gästskådespelare: Maya Rudolph och Plácido Domingo. |               |                                               |                             |                              |                      |                          |            |
| 403 | 3             | "Midnight Towboy"                             | Matthew Nastuk              | Stephanie Gillis             | 7 oktober 2007       | 4 mars 2008              | JABF21     |
| Homer kör till grannstaden Guidopolis för att köpa mjölk, där hans bil blir bärgad av Louie. Louie säljer en av hans bärgningsbilar till Homer som börjar frakta bort felparkerade bilar i Springfield. Marge anlitar företaget "C.R.I.E." för att få Maggie att bli mera självständig. "C.R.I.E." lyckas så bra att Marge börjar saknar behovet av att hjälpa Maggie. Gästskådespelare: Matt Dillon. |               |                                               |                             |                              |                      |                          |            |
| 404 | 4             | "I Don't Wanna Know Why the Caged Bird Sings" | Bob Anderson                | Dana Gould                   | 14 oktober 2007      | 5 mars 2008              | JABF19     |
| Under tiden som Lisa tar emot priset till årtusendets elev är Marge på banken där hon hålls som gisslan av Dwight. Efter en tid är banken omringad av polisen och inne i banken lyckas Marge få Dwight att ge upp, mot att hon besöker honom i fängelset. Gästskådespelare: Julia Louis-Dreyfus, Steve Buscemi och Ted Nugent. |               |                                               |                             |                              |                      |                          |            |
| 405 | 5             | "Treehouse of Horror XVIII"                   | Chuck Sheetz                | Marc Wilmore                 | 4 november 2007      | 6 mars 2008              | JABF16     |
| Marge välkomnar tittarna men blir omringad av annonser för 24, Cops, House och Prison Break. E.T. Go Home - Bart hittar utomjordingen Kodos i familjens butangasskjul och Bart och Lisa hjälper Kodos att bygga en telefon så att han kan ringa hemma. Mr. and Mrs. Simpson - Både Homer och Marge lever hemliga dubbelliv som lönnmördare, men problem uppstår då de båda får i uppdrag att mörda Kent. Heck House - Bart, Lisa, Millhouse och Nelson är utklädda och ber om bus eller godis, då de inte får någon godis av Agnes bestämmer de sig för att busa, något som Lisa är emot. Gästskådespelare: Maurice LaMarche. |               |                                               |                             |                              |                      |                          |            |
| 406 | 6             | "Little Orphan Millie"                        | Lance Kramer                | Mick Kelly                   | 11 november 2007     | 6 mars 2008              | JABF22     |
| Medan Kirk och Luann är på en smekmånadskryssning sover Milhouse hos familjen Simpson. På smekmånadskryssningen hamnar Kirk och Luann överbord och anses ha avlidit. Milhouse måste klara sig själv och blir populär i skolan. Marge blir sur över att Homer inte kommer ihåg vad hon har för ögonfärg. |               |                                               |                             |                              |                      |                          |            |
| 407 | 7             | "Husbands and Knives"                         | Nancy Kruse                 | Matt Selman                  | 18 november 2007     | 7 mars 2008              | JABF17     |
| "The Android's Dungeon & Baseball Card Shop" för konkurrens då "Coolsville Comics & Toys" öppnar på andra sidan gatan. Marge öppnar ett gym för vanliga kvinnor då hon inte själv hittar ett gym som passar henne. Marge blir populär i gymvärlden och Homer tror att hon kommer att lämna honom. Gästskådespelare: Alan Moore, Art Spiegelman, Daniel Clowes, Jack Black och Maurice LaMarche. |               |                                               |                             |                              |                      |                          |            |
| 408 | 8             | "Funeral for a Fiend"                         | Rob Oliver                  | Michael Price                | 25 november 2007     | 7 mars 2008              | KABF01     |
| Homer skaffar en Tivo till familjen och Marge börjar titta mycket mer på tv än tidigare. Efter en mardröm bestämmer sig Marge för att börja titta på tv-reklamen. En tv-reklam som familjen ser då är för en invigning av en restaurang. Familjen besöker restaurangen som ägs egentligen av Sideshow Bob. Gästskådespelare: David Hyde Pierce, John Mahoney, Keith Olbermann och Kelsey Grammer. |               |                                               |                             |                              |                      |                          |            |
| 409 | 9             | "Eternal Moonshine of the Simpson Mind"       | Chuck Sheetz                | J. Stewart Burns             | 16 december 2007     | 22 augusti 2008          | KABF02     |
| Homer vaknar i en snöhög och har minnesförlust. Han beger sig hem men blir orolig då ingen ur familjen är hemma. På Moe's Tavern berättar Moe att Homer ville glömma bort något som hänt kvällen innan så han drack en minnesförlustdrink. Homer försöker komma ihåg vad som hände kvällen innan. |               |                                               |                             |                              |                      |                          |            |
| 410 | 10            | "E Pluribus Wiggum"                           | Michael Polcino             | Michael Price                | 6 januari 2008       | 29 augusti 2008          | KABF03     |
| Homer är på väg hem från jobbet då Marge påminner honom att han ska börja banta så han beger sig till Snabbmatsgatan. Då Homer slänger en brinnande tändsticka i en soptunna inträffar en gasexplosion på gatan. Quimby beslutar sig för att bygga upp gatan igen och flyttar primärvalet så Springfields primärval blir det första i hela USA. Gästskådespelare: Dan Rather och Jon Stewart. |               |                                               |                             |                              |                      |                          |            |
| 411 | 11            | "That 90's Show"                              | Mark Kirkland               | Matt Selman                  | 27 januari 2008      | 5 september 2008         | KABF04     |
| Homer och Marge berättar för barnen historien om när Marge gick på universitet och Homer var med och skapade grunge. Gästskådespelare: Kurt Loder och "Weird Al" Yankovic. |               |                                               |                             |                              |                      |                          |            |
| 412 | 12            | "Love, Springfieldian Style"                  | Raymond S. Persi            | Don Payne                    | 17 februari 2008     | 12 september 2008        | KABF05     |
| Familjen besöker tivolit. Ett busstreck av Bart gör att Homer och Marge fastnar i kärlekstunneln och Homer berättar en alternativ historia om Bonnie och Clyde. Då den första historien är avslutad träffar de Bart och Lisa som också vill höra en kärlekshistoria. Marge berättar då historien om Shady och Nufsan, en historia som liknar Lady och Lufsen. Den tredje historien berättas av Bart och är en alternativ historia om Sex Pistols. |               |                                               |                             |                              |                      |                          |            |
| 413 | 13            | "The Debarted"                                | Matthew Nastuk              | Joel H. Cohen                | 2 mars 2008          | 17 september 2008        | KABF06     |
| Buspojken Donny börjar på Springfield Elementary School och blir en rival till Bart. Då Donny tar på sig skulden för ett busstreck gjort av Bart blir det bästa kompisar. Efter det misslyckas samtliga busstreck som Bart gör och han misstänker att han har en tjallare. Homers bil är på reparation och han får en lånebil som han älskar mycket mer än sin gamla bil. Gästskådespelare: Marcia Wallace, Terry Gross och Topher Grace. |               |                                               |                             |                              |                      |                          |            |
| 414 | 14            | "Dial 'N' for Nerder"                         | Bob Anderson                | Carolyn Omine William Wright | 9 mars 2008          | 18 september 2008        | KABF07     |
| Homer får en ny bantningskur av Marge och näringsexperten Betsy Bidwell. Då Homer inte går ner i vikt tar Marge hjälp av tv-programmet Sneakers. Martin Prince antas ha avlidit efter att ha fallit offer för ett busstreck av Bart där Lisa omedvetet hjälpte till. Gästskådespelare: Marcia Wallace. |               |                                               |                             |                              |                      |                          |            |
| 415 | 15            | "Smoke on the Daughter"                       | Lance Kramer                | Billy Kimball                | 30 mars 2008         | 19 september 2008        | KABF08     |
| Familjen köper den sista Angelica Button-boken och ser sedan en reklamfilm för Chazz Busbys balletskola. Efter att Marge misslyckats på balletskolan börjar istället Lisa dansa. Lisa märker att hon liksom de andra balletdansarna blir bättre av cigaretter och hon blir beroende av passiv rökning. Homer och Bart startar försäljning av kött. |               |                                               |                             |                              |                      |                          |            |
| 416 | 16            | "Papa Don't Leech"                            | Chris Clements              | Reid Harrison                | 13 april 2008        | 22 september 2008        | KABF09     |
| Då Lisa säljer kakor till Joe Quimby kommer det fram att staden är bankrutt, hon forskar och kommer fram till att miljoner i skatt inte drivits in och borgmästaren bestämmer sig för att skatten ska drivas in. Till slut har alla fått betala sin skatt förutom Lurleen Lumpkin som är spårlöst försvunnen. Hon gömmer sig hos familjen Simpsons. Gästskådespelare: Beverly D'Angelo och The Dixie Chicks. |               |                                               |                             |                              |                      |                          |            |
| 417 | 17            | "Apocalypse Cow"                              | Nancy Kruse                 | Jeff Westbrook               | 27 april 2008        | 23 september 2008        | KABF10     |
| Bart går med i 4H där han träffar Mary. Medlemmarna får i uppdrag att ta hand om en ko, och Bart döper sin ko till Lou. Då Bart får veta att Lou ska slaktas, bestämmer han sig för att tillsammans med Lisa frita Lou och ge honom till Mary. Marys föräldrar tolkar presenten som ett frieri. Gästskådespelare: Zooey Deschanel. |               |                                               |                             |                              |                      |                          |            |
| 418 | 18            | "Any Given Sundance"                          | Chuck Sheetz                | Daniel Chun                  | 4 maj 2008           | 24 september 2008        | KABF11     |
| Homer tar familjen till en parkeringsplatsförfest. På pakeringsplatsen passar Lisa på att arbeta med sitt skolvideoprojekt. Läraren Kinchad ger Lisas skolvideoprojekt tre av fem i betyg, vilket gör Lisa förvånad. Rektor Skinner håller med Lisa och anser att Kinchad är en idiot och bestämmer sig för att låta Lisa använda skolans mediabur. Lisa gör en dokumentär om sin familj och skickar in den till Sundance Film Festival. Då filmen blir antagen reser Familjen Simpson, Skinner och Chalmers dit. Gästskådespelare: Jim Jarmusch och John C. Reilly.                                                          |               |                                               |                             |                              |                      |                          |            |
| 419 | 19            | "Mona Leaves-a"                               | Mike B. Anderson Ralph Sosa | Joel H. Cohen                | 11 maj 2008          | 25 september 2008        | KABF12     |
| Familjen besöker gosedjursaffären Fyll-å-krama, när de kommer hem märker de att någon har brutit sig in i huset. Det visar sig vara Mona som ännu en gång vill återförenas med Homer. Homer är arg på Mona för hon har alltid lämnat honom. Under natten får Homer skuldkänslor, och gör ett kort. Då Homer är klar med kortet visar det sig för att hon har avlidit. I hennes testamente uppmanar hon Homer att sprida hennes aska från berget vid Springfields naturreservat, klockan 15.00. Homer bestämmer sig för att uppfylla hennes önskan. Gästskådespelare: Glenn Close och Lance Armstrong.                         |               |                                               |                             |                              |                      |                          |            |
| 420 | 20            | "All About Lisa"                              | Steven Dean Moore           | John Frink                   | 18 maj 2008          | 26 september 2008        | KABF13     |
| I avsnittet berättar Sideshow Mel hur Lisa fick utmärkelsen Årets pris vid Springfields 48:e nöjesbranschpris. Krusty the Clown Show firar 4000 avsnitt och ska anställa en ny krusektör till showen. Då Nelson blir den nya krusektören istället för Bart föreslår Lisa att för Krusty att Bart kan bli hans nya praktikant, men han väljer Lisa istället. Då Mr. Teeny sitter fast i trafiken ersätts han av Lisa. Homer och Bart börjar samla på mynt och lyckas få tag i alla utom Linconhånglarmyntet. Gästskådespelare: Drew Carey.                                                                                     |               |                                               |                             |                              |                      |                          |            |